# Timelkam
Timelkam è un comune austriaco di 5 918 abitanti nel distretto di Vöcklabruck, in Alta Austria; ha lo status di comune mercato (Marktgemeinde).